# Peristil

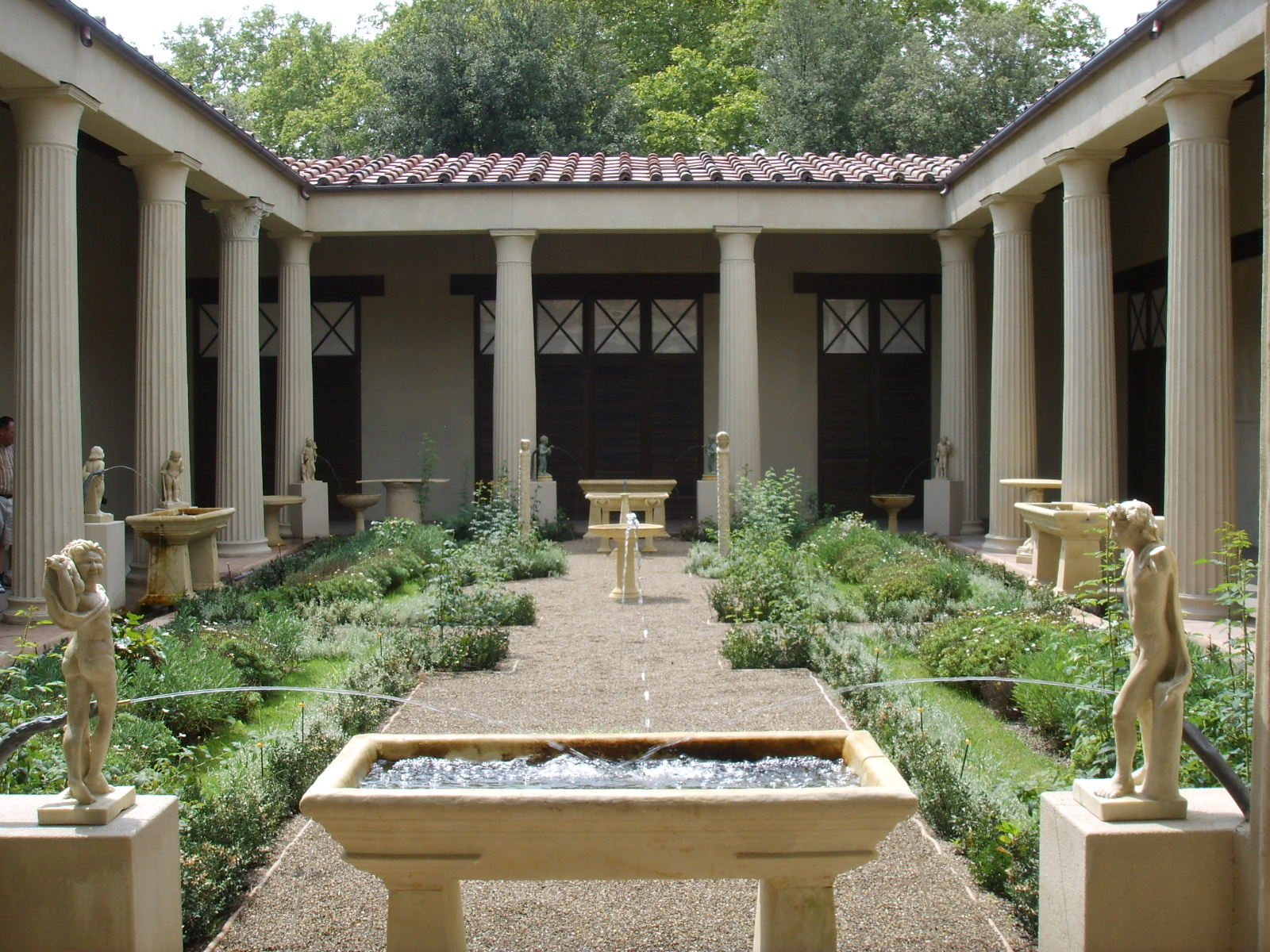
Reconstrucció del peristil (peristylum) de la Casa dels Vetis de Pompeia, amb el peristylium o jardí central porticat

El peristil (del llatí peristylum) és, en l'arquitectura clàssica, un tipus de columnata formada per una sèrie continuada de fileres de columnes a l'entorn d'un pati o edifici que marcava la separació del pòrtic, construcció en què els pilars no rodejaven l'espai sinó que estaven disposats en una o més línies paral·leles. L'espai central delimitat per les columnes també s'anomena peristil (en llatí peristylium).
Es dona principalment a l'arquitectura de l'antic Egipte, de l'antiga Grècia –especialment en l'art hel·lenístic– i de l'antiga Roma, així com en aquella que, posteriorment, n'ha rebut la influència (arquitectura neoclàssica).
Amb el pas del temps, en l'arquitectura religiosa derivada de les basíliques romanes, va donar lloc al claustre.